# Kuhl-Büschelaffe
Der Kuhl-Büschelaffe (Callithrix kuhlii) ist eine Primatenart aus der Familie der Krallenaffen.

## Merkmale
Kuhl-Büschelaffen sind wie alle Krallenaffen relativ kleine Primaten, sie erreichen ein Gewicht von 350 bis 400 Gramm. Ihr Fell ist überwiegend dunkelgrau oder schwarz gefärbt, der Schwanz ist schwarz-grau geringelt. Der Kopf ist grau, das Gesicht ist weiß, von den Ohren erstrecken sich schwarze Haarbüschel. Wie bei allen Krallenaffen befinden sich an den Fingern und Zehen (mit Ausnahme der Großzehe) Krallen statt Nägeln.

## Verbreitung und Lebensraum
Kuhl-Büschelaffen bewohnen ein kleines Gebiet im östlichen Brasilien, ihr Verbreitungsgebiet liegt im südlichen Bahia und im nordöstlichen Minas Gerais. Ihr Lebensraum sind die atlantischen Küstenwälder, sie sind aber anpassungsfähig und können auch in Sekundärwäldern und in Plantagen leben.

## Lebensweise und Ernährung
Kuhl-Büschelaffen sind tagaktiv und verbringen die Nacht in Baumhöhlen oder im Pflanzendickicht verborgen. Sie sind Baumbewohner und bewegen sich auf allen vieren laufend oder springend fort.
Sie leben in Gruppen aus etwa sieben Tieren, die Gruppen setzen sich aus etwa doppelt so viel Weibchen als Männchen zusammen. Die Tiere etablieren eine Rangordnung, und nur das dominante Weibchen pflanzt sich fort. Es sind sehr soziale Tiere, die mit Lauten, Gesichtsausdrücken und Körperhaltungen kommunizieren.
Wie alle Marmosetten sind sie dank der spezialisierten Zähne in der Lage, Löcher in die Baumrinde zu nagen, um an Baumsäfte zu gelangen. Baumsäfte sind vor allem in der Zeit, in der wenig Früchte – eine weitere wichtige Nahrung – vorhanden sind, wichtig. Daneben fressen sie auch Insekten, Spinnen und andere Kleintiere.

## Fortpflanzung
Das dominante Weibchen pflanzt sich mit allen Männchen aus der Gruppe fort. Nach einer rund 4,5 Monate langen Tragzeit bringt das Weibchen meist zweieiige Zwillinge zur Welt. 
Die Jungtiere sind sehr groß und wiegen rund 25 % des Gewichts der Mutter. Kuhl-Büschelaffen sind bislang die einzigen Primaten, bei denen Chimärismus bekannt ist. Sie tragen verschiedenes Erbgut nicht nur in Blut, sondern auch in Geschlechtszellen und geben so bei der Paarung nicht notwendigerweise die eigenen Gameten, sondern möglicherweise die Erbinformationen ihrer Geschwister weiter.
Die anderen Gruppenmitglieder beteiligen sich intensiv an der Jungenaufzucht, auch die Männchen, da der Vater ja nicht bekannt ist. Nach rund fünf Monaten werden die Jungen entwöhnt und mit 12 bis 15 Monaten geschlechtsreif.

## Bedrohung
Hauptbedrohung für die Kuhl-Büschelaffen stellt die Zerstörung ihres Lebensraums durch Waldrodungen dar. Aufgrund ihrer Anpassungsfähigkeit sind sie aber weniger gefährdet als andere in der gleichen Region lebende Primaten. Die IUCN listet sie als gering gefährdet (near threatened). 

## Entdeckung und Namensgebung
Die erste Erwähnung der Tiere stammt von Maximilian zu Wied-Neuwied, der 1826 die Tiere zu Ehren von Heinrich Kuhl benannte. Das war allerdings keine formelle Erstbeschreibung, diese erfolgte erst durch Adelmar Coimbra-Filho 1985. Im Englischen wird die Art nicht nach Kuhl, sondern nach Wied (Wied's Marmoset) benannt.